# Verzy
Verzy is een gemeente in het Franse departement Marne in de regio Grand Est. De plaats maakt deel uit van het arrondissement Reims. Verzy telde op 1 januari 2022 958 inwoners.
De gemeente staat op de lijst van grand cru-gemeenten van de Champagne. Dat betekent dat alle druiven uit de wijngaarden binnen deze gemeente, ongeacht de bodem en de ligging, een "grand cru" champagne leveren. 

## Geografie
De oppervlakte van Verzy bedroeg op 1 januari 2022 13,37 vierkante kilometer; de bevolkingsdichtheid was toen 71,7 inwoners per km².

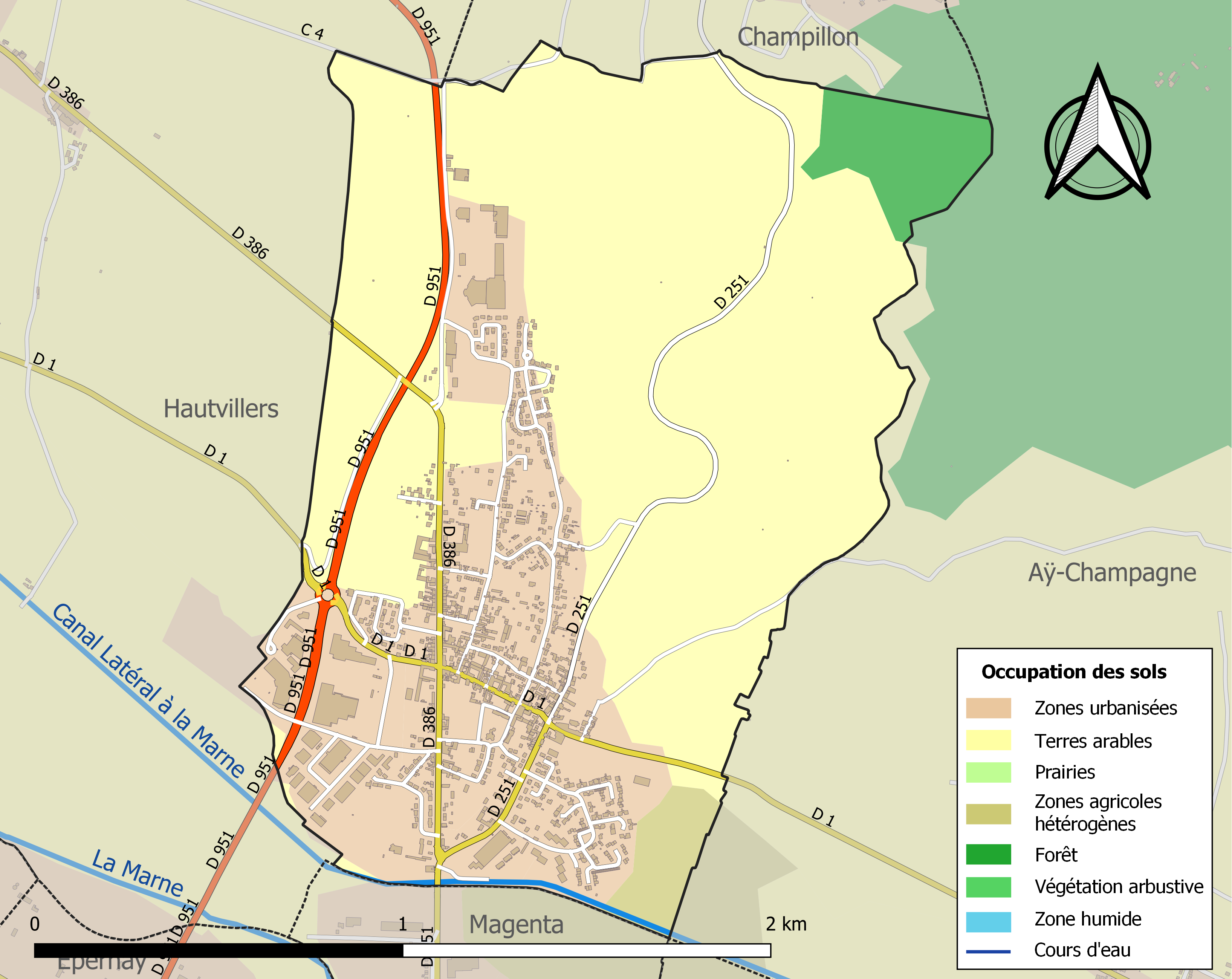
Kaart van de gemeente met de belangrijkste infrastructuur, bodemgebruik en omliggende gemeenten

## Demografie
Onderstaande figuur toont het verloop van het inwonertal.